# 道府県民税
道府県民税（どうふけんみんぜい）とは、地方税法（昭和25年7月31日法律第226号）の昭和29年改正（昭和29年法律第95号「地方税法の一部を改正する法律」）に基づき、事務所又は事業所の所在する法人及び居住する個人に対して、道府県が課す税金である。シャウプ勧告を基礎とした昭和25年の地方税法では、市町村税に比較し、道府県税が十分ではない面があった。その対策として、昭和29年に、地方団体相互間で税源配分の合理化を図るとして市町村税の一部が道府県税に移され、市町村民税の一部移譲で道府県民税が生まれた。一部委譲とされたのは、国民の負担を増大させないためである。道民税（どうみんぜい）・府民税（ふみんぜい）・県民税（けんみんぜい）と分解しても呼ばれる。
都民税（とみんぜい）は、東京都の道府県民税であり、税率も同じだが、東京都の特別区は市町村ではないので地方税法上は別扱いになっている。地方税法第5章第1節（都等の特例）に記載されている。
都道府県民税（とどうふけんみんぜい）は、都民税と道府県民税を合わせた呼び方である。都道府県民税と市町村民税を合わせて住民税と呼ばれる。
個人に対して課すものを個人都道府県民税、法人の事業に対して課すものを法人都道府県民税と呼ぶことが多いが、法文上は同一の税目であるため一つの項目で解説する。 

## 個人の都道府県民税

### 申告・納付の方法
個人の道府県民税の賦課徴収については、当該道府県の区域内の市町村が、当該市町村の個人の市町村民税の賦課徴収の例により、当該市町村の個人の市町村民税の賦課徴収と併せて行う（地方税法第41条第1項）。
このため、個人の道府県民税の納税義務者又は特別徴収義務者は、その道府県民税に係る地方団体の徴収金を、個人の市町村民税に係る地方団体の徴収金の納付又は納入の例により、これとあわせて納付し、又は納入しなければならない（同法第42条第1項）。
よって、納税義務者又は特別徴収義務者は、道府県に対して直接申告・納付する必要はない。市町村は、個人の道府県民税に係る地方団体の徴収金の納付又は納入があつた場合においては、当該納付又は納入があった月の翌月十日までに、これを道府県に払い込むことになる（同法第42条第3項）。

### 税額と税率
税額と税率は住民税#個人の住民税を参照。

## 法人の都道府県民税
道府県内に存在する事務所又は事業所について課するという課税客体の類似性・申告納付に関する定めの類似性などから、法人の事業税と申告・更正・決定等について課税実務上極めて大きな関連性がある(俗に法人二税と言う)。

### 都民税
道府県民税と都民税が分かれているのは、地方税法が道府県民税についての規定を都に、市町村民税の規定を特別区に準用する（地方税法第1条第2項）とした上で、固定資産税、市町村民税、特別土地保有税等のいくつかの税目については、当該準用規定にかかわらず都税として課税する（法第734条）とする法文構成で特別区特例を表現しているためであり、道府県民税に関する規定が都民税に適用されない訳ではない。
この結果、東京23区内では、法人の市町村民税に当たる税は特別区民税ではなく都民税として、道府県民税に当たる税と併せて徴収される。特別区の法人税割は、市町村民税相当分と道府県民税相当分を合計して都民税の法人税割として課される。特別区の均等割も、資本金等の金額1,000万円以下の法人の場合、市町村民税で5万円、道府県民税で2万円の均等割は7万円の都民税均等割として課される。

### 申告・納付の方法
法人税の納税義務者である法人が、法人税の申告期限（確定申告については、原則、事業年度又は計算期間終了の日から2ヶ月を経過する日）までに、その法人の有する事務所、事業所又は寮等所在地の都道府県知事に対して、納税義務者が税額を法令に沿って計算し、所定の申告書（地方税法施行規則　第6号様式他）により、均等割及び法人税割を申告、納付することとされている（地方税法第53条）。
なお、法人税において連結納税をする法人、監査等により申告期限までに決算が確定しない法人等、都道府県知事が認めた場合（実務上は法人税において税務署長が認めた場合）において、申告期限の延長を受けられる。

確定申告以外の申告期限については、それぞれ下記のとおり。（原則）
```
　
　　予定申告　　　事業年度開始から6ヶ月を経過した日から2ヶ月以内　　 （第7号様式）
　　修正申告　　　道府県知事による更正を受けるまでの間随時　　　　 　（第6号様式）
　　清算予納申告　清算事業年度終了の日から2ヶ月以内　　　　　　　　　（第8号様式）
　　清算確定申告　残余財産確定の日から1ヶ月以内　　　              　（第9号様式）

```

### 非課税の範囲
1. 納税義務者（下記：地方税法第24条第1項）ではないもの
  - その都道府県内に事務所又は事業所を有する法人。
  - その都道府県内に事務所又は事業所を有する、法人ではない社団又は財団で、かつ代表者又は管理人の定めのあるもの。

※民事訴訟法上の原告適格（同法46条）を有する者に同じ。
  - その都道府県内に恒久的施設を有する外国法人（日本国内に本店を有しない法人）。
  - その都道府県内に寮、宿泊所、クラブその他これらに類する施設（法文上「寮等」と総称）を有する法人。
2. 上記1に該当しない場合納税義務者ではあるが、非課税とされる者（地方税法第25条）
  - 無条件に非課税 - 公共法人（1項1号）
国、独立行政法人、国立大学法人、市町村、特別区、地方公共団体の組合、財産区、地方開発事業団、合併特例区、一定の地方独立行政法人、公立大学法人、港務局、土地改良区及び土地改良区連合、水害予防組合及び水害予防組合連合、土地区画整理組合、独立行政法人郵便貯金・簡易生命保険管理機構（以上限定列挙）
  - 収益事業（※）を行わない場合のみ非課税 - 公益法人（1項2号）
日本赤十字社、社会福祉法人、宗教法人、学校法人、労働組合、健康保険組合、民法公益法人（博物館設置などの民法法人に限る。他はおおむね条例により非課税とされているが。）等（他30種類の法人を限定列挙）
※収益事業（地方税法25条2項、同法施行規則7の4条、法人税法施行規則5条）＝法人税法施行規則5条に限定列挙された物品販売業、製造業、不動産業等33業種
（例）宗教法人は、その宗教活動に関連して寄付を受けて収益を得ても、そのことによっては住民税を課されないが、例えば寄進を受けた土地を他人に賃貸すれ（駐車場等）ば、これによって、不動産貸付業を行っていることとなり、法人住民税の非課税要件を失う。仮にその事業の収支が赤字でも市町村民税5万円、道府県民税2万円（東京都特別区内ならば都民税7万円）の均等割7万円を申告納付しなくてはならない。

### 法人税割
計算式は以下の通り。
法人道府県民税の法人税割額（百円未満切り捨て） ＝ 法人税額（千円未満切り捨て） × 税率
当年度申告分の確定法人税額を課税標準として課される。試験研究費増大の場合の法人税額控除分を本税の課税標準算定では認められない等、地方税独自の加減算がある。国際二重課税忌避のための外国税額控除の制度があるのをはじめ、諸控除（還付）の制度がある。
特別区以外の税率は以下の通り。税率は標準税率から制限税率の間になる。平成20年4月現在、静岡県を除く46都道府県で超過課税（不均一）を実施している。東京都の平成30年度の場合、「資本金の額または出資金の額が1億円超」または「法人税額または個別帰属法人税額が年1000万円超」ならば超過税率となり、さもなければ、標準税率となる。
昭和56年4月1日から平成26年9月30日までに開始する事業年度
標準税率：5%
制限税率：6%
平成26年10月1日から令和元年9月30日までに開始する事業年度
標準税率：3.2%
制限税率：4.2%
令和元年10月1日以後に開始する事業年度
標準税率：1%
制限税率：2%

### 均等割
資本等の金額（法人の規模）による段階に応じて、均等に課される税である。
- 課税標準

　資本等の金額
　　　「資本等の金額」＝「資本金」+「資本積立金（※）」
※　資本払込剰余金、減資差益等、法人税法に列挙された加算項目から、資本準備金の資本金組み入れ額等同法に列挙された減算項目を差し引いた金額。（法人税法第2条第17項）
- 税率

| 資本等の金額 | 税率        |
| --- | ----------- |
| 50億円超 | 年額 80万円 |
| 10億円超 ～ 50億円以下 | 年額 54万円 |
| 1億円超 ～ 10億円以下 | 年額 13万円 |
| 1千万円超 ～ 1億円以下 | 年額 5万円  |
| 1千万円以下 | 年額 2万円  |
| ※平成20年4月現在、29都道府県が超過課税を実施している。 ※公共法人、公益法人等については、資本等の金額に拘らず最低税率（年額2万円）が適用される。 |             |

- 均等割の月割（月数）

上記の税率は年額であり、事務所、事業所、寮等の所在していた月数が12月に満たない場合は、その都道府県に対する均等割は月割となる。この場合の月数は、1月に満たない端数は切捨てるが、所在日数が1月未満ならば1月となる。
例：（年額2万円の法人の場合）
```
  a. 1年度のうち11ヶ月と10日間事業所、寮等があった場合
      月数：10日の部分は切り捨てで11月
      税額：20,000×11/12＝18,300円

  b. 1年度のうち10日しか事業所、寮等がなかった場合
      月数：1月未満切捨てで0月、0円としたいところだが、
            この場合（事業所等の所在月数がトータル1月に満たない場合）
            だけは切り上げで1月　　　　　　
      税額：20,000×1/12＝1,600円。（税額は百円未満切捨）

```

### 都道府県間の分割
法人の事業所が2都道府県以上に存在する場合は、法人税額を従業員数に比例して各都道府県に分配した上で税率がかけられる。

## 利子割
利子割(りしわり)は、預貯金・信託等の利子に道府県民税である。
納税義務者は利子の支払いを受ける者であるが、徴税技術上の簡便性から、金融機関等の利子支払者に申告納付を行わせる特別徴収（源泉徴収）により、一律分離課税の方式を取っている。
課税標準は支払利子額、税率は5%である。｛国税の15.315%（所得税15%、復興特別所得税0.315%）と合わせ、利子に対してはその20.315%が支払時に天引きされることになる。｝
特別徴収義務者は利子の支払いのあった月の翌月10日までに、都道府県に対して申告納付を行わなければならない。
なお、法人に対する利子割は2016年1月以後廃止となった。

## 配当割
配当割(はいとうわり)は、個人株主が受ける一定の株式配当に係る道府県民税である。

## 株式等譲渡所得割
株式等譲渡所得割(かぶしきとうじょうとしょとくわり)は、支払を受けるべき特定株式等譲渡所得に係る道府県民税である。